# Џеф Брукс
Џеф Брукс (енгл. Jeff Brooks; Луивил, 12. јун 1989) је америчко-италијански кошаркаш. Игра на позицијама крила и крилног центра.

## Биографија
Брукс је студирао и играо кошарку на универзитету Пен Стејт од 2007. до 2011. године, након чега није изабран на НБА драфту. Прву професионалну сезону је одиграо у екипи Аурора Јеси у италијанској другој лиги. За сезону 2012/13. прелази у Канту и са њима осваја Суперкуп Италије. Сезону 2013/14. проводи у екипи Јувеказерте. За сезону 2014/15. прелази у Динамо Сасари са којим осваја три трофеја у домаћим оквирима - Првенство, Куп и Суперкуп. У сезони 2016/17. игра за руски Автодор Саратов. У јулу 2016. године прелази у шпанску Уникаху. Са њима проводи наредне две сезоне и осваја Еврокуп у сезони 2016/17. Од 2018. до 2021. године је био играч Олимпије из Милана и са њима је освојио два Суперкупа Италије. Од сезоне 2021/22. наступа за Венецију.
Као натурализовани кошаркаш је наступао за репрезентацију Италије. Са италијанским националним тимом је играо на Светском првенству 2019. у Кини.

## Успеси

### Клупски
- Канту:
  - Суперкуп Италије (1): 2012.
- Динамо Сасари:
  - Првенство Италије (1): 2014/15.
  - Куп Италије (1): 2015.
  - Суперкуп Италије (1): 2014.
- Малага:
  - Еврокуп (1): 2016/17.
- Олимпија Милано:
  - Суперкуп Италије (2): 2018, 2020.